# FCR
FCR (Feed Conversion Ratio, Feed Conversion Rate) là một hệ số (tỷ số, tỉ lệ) chuyển đổi thức ăn thành một đơn vị sản phẩm trong ngành chăn nuôi; nghĩa là người chăn nuôi cần tiêu tốn bao nhiêu kg thức ăn để cho ra cho 1 kg tăng trọng lượng ở lợn thịt, cho 10 quả trứng, cho 1 kg tôm, cho 1 kg cá hay cho 1 lít sữa… Một số nơi còn gọi là hiệu quả sử dụng thức ăn FCE (Feed Conversion Efficiency).
Các yếu tố quan trọng ảnh hưởng đến hệ số FCR gồm có: giống, môi trường nuôi, chất lượng thức ăn, sức khỏe và dịch bệnh của đàn vật nuôi và phương thức quản lý của người chăn nuôi.

## Phương pháp tính FCR
Tùy theo từng đối tượng vật nuôi, mục đích khai thác sử dụng mà cách tính FCR là khác nhau.
Đối với chăn nuôi gia cầm đẻ trứng, tiêu tốn thức ăn (kg) cho 10 quả trứng được tính bằng 10 lần tỷ lệ lượng thức ăn tiêu tốn (kg) với số quả trứng đẻ ra (quả).
Đối với chăn nuôi gia súc, gia cầm lấy thịt, tiêu tốn thức ăn cho 01 kg tăng trọng lượng là tỷ lệ giữ lượng thức ăn sử dụng (kg) với khối lượng tăng trọng trong cùng một đơn vị thời gian.
Đối với chăn nuôi tôm thương phẩm, hệ số chuyển đổi thức ăn FCR là tỷ lệ giữa tổng lượng thức ăn cho tôm ăn và tổng trọng lượng tôm thu hoạch được trên một đơn vị diện tích.